# Herr och fru
Herr och fru var ett TV-program på TV4 som hade premiär 21 april 2011. Programledare var Anders Kraft och Agneta Sjödin. I programmet tävlar en svensk kändis med partner om att lära känna varandra bäst. I varje program deltar tre par och man tävlar i två omgångar. Det par som får flest poäng i de två omgångarna går till final. De lag som hamnar på andra och sista plats får skänka 5 000 kronor till välgörenhet medan vinnaren i varje program får skänka 5 000 kronor för varje rätt i finalomgången. Svarar de rätt på alla frågor i finalen får de istället skänka 30 000 kr. Programmet är baserat på BBC-programmet Mr & Mrs.

## Deltagare
I listorna nedan redovisas samtliga deltagare i programmet.
| Nr | Par 1                                      | Par 2                                      | Par 3                                    | Vinnarpar                                  | Sändningsdatum | Tittarsiffror |
| -- | ------------------------------------------ | ------------------------------------------ | ---------------------------------------- | ------------------------------------------ | -------------- | ------------- |
| 1  | Gunde och Marie Svan                       | Lars Ohly och Åsa Hagelstedt               | Andreas Lundstedt och Niklas Hogner      | Gunde och Marie Svan                       | 21 april 2011  | 983 000       |
| 2  | Pär Lernström och Linda Öhrn               | Simon Davies och Tomas Cederlund           | Jan och Pia Johansen                     | Jan och Pia Johansen                       | 28 april 2011  | 760 000       |
| 3  | Björn och Inger Hellberg                   | Katrin Zytomierska och Bingo Rimér         | Jonas och Petra Björkman                 | Björn och Inger Hellberg                   | 5 maj 2011     | 691 000       |
| 4  | Anders och Cecilia Övfergård               | Matte Carlsson och Lina Falk               | Björn Christiernsson och Karolina Heuren | Anders och Cecilia Övfergård               | 12 maj 2011    | 591 000       |
| 5  | Anna Book och Roberto Toledano             | Magnus och Kristin Samuelsson              | Richard och Marie Herrey                 | Magnus och Kristin Samuelsson              | 19 maj 2011    | 655 000       |
| 6  | Andreas Westesson och Jessica Ax Westesson | Morgan Alling och Anna-Maria Dahl          | Gert och Tanja Fylking                   | Morgan Alling och Anna-Maria Dahl          | 26 maj 2011    | 600 000       |
| 7  | Bosse och Monica Andersson                 | Tone Bekkestad och Einar Mjelde            | Jakob Samuel och Fia Samuelsson          | Jakob Samuel och Fia Samuelsson            | 2 juni 2011    | 571 000       |
| 8  | Arne och Kerstin Hegerfors                 | Joakim Nätterkvist och Sunshine Cunningham | Sandra Dahlberg och Mathias Singh        | Joakim Nätterkvist och Sunshine Cunningham | 9 juni 2011    | 615 000       |
| 9  | Elisabet Höglund och Bosse Karlsson        | Kevin Borg och Sofia Lundgren              | Björn Ferry och Heidi Andersson          | Björn Ferry och Heidi Andersson            | 16 juni 2011   | 668 000       |
| 10 | Christina Schollin och Hans Wahlgren       | Lasse Brandeby och Ninnie Fjelkegård       | Annika Ljungberg och Jens Sylsjö         | Annika Ljungberg och Jens Sylsjö           | 23 juni 2011   | 648 000       |